# Batalla de Cedar Mountain
La batalla de Cedar Mountain (Muntanya del Cedre) també coneguda com a  Slaughter's Mountain  o  Cedar Run , va tenir lloc el 9 d'agost de 1862 el comtat de Culpeper, Virgínia, durant la Guerra de Secessió. Les forces de la Unió, dirigides pel general de divisió Nathaniel P. Banks, van atacar les forces confederades del general de divisió Thomas J. "Stonewall" Jackson prop de Cedar Mountain, quan els confederats avançaven sobre la ciutat de Culpeper per prevenir l'avanç de la Unió per Virgínia. Aquesta batalla va ser la primera de la campanya del Nord de Virgínia de 1862.

## Antecedents
El 26 de juny de 1862, el general de divisió John Pope va ser nomenat cap del recentment creat Exèrcit de Virgínia. Pope va desplegar el seu exèrcit al llarg del nord de Virgínia. El seu flanc dret, comandat pel general de divisió Franz Sigel, estava situat a Sperryville sobre les Muntanyes Blue Ridge. Al seu centre, amb el general de divisió N.P. Banks, estava a Little Washington, i la seva ala esquerra, sota les ordres del general de divisió Irvin McDowell, estava a Falmouth, sobre el Riu Rappahannock.
El general Robert E. Lee respongué a les mesures de Pope, enviant el 13 de juliol a Jackson amb 14.000 homes a Gordonsville. Després va reforçar la posició amb uns altres 10.000 homes, sota les ordres del general de divisió A.P. Hill el 27 de juliol. El 6 d'agost Pope envià les seves tropes al sud de Culpeper amb la intenció de capturar el nus ferroviari de Gordonsville i cridar l'atenció dels confederats, mentre el general de divisió McClellan es retirava de la Península de Virgínia.
En resposta a aquesta amenaça, Jackson decidí passar a l'ofensiva, atacant l'avantguarda de Banks abans que tot l'Exèrcit de Virgínia pogués pressionar sobre Gordonsville. Després de derrotar Banks, Jackson esperava poder avançar sobre Culpeper, i atacar els diferents cossos d'Exèrcit de la Unió separadament.
La marxa de Jackson sobre Culpeper va ser difícil, tant per l'onada de calor que va caure en aquells primers dies d'agost com pel secretisme del pla d'avanç, que va fer que molts comandaments de la seva divisió no coneguessin exactament la línia de marxa. La cavalleria de la Unió va observar aquesta maniobra, i va informar a Pope, el qual ordenà a Banks que mantingués una línia defensiva als turons que dominen Cedar Run, al nord de Cedar Mountain i a uns 11 quilòmetres de Culpeper, mentre enviava les tropes de Siegel a reforçar Culpeper.

## Les forces en combat

### Exèrcit de la Unió
El Cos d'exèrcit de la Unió estava dirigit per Banks, que comptava amb la Primera Divisió del general de brigada Alpheus S. Williams (formada per dues brigades, la primera manada per Samuel W. Crawford i la segona per George H. Gordon) i la Segona Divisió del general de brigada Christopher C. Àugur (amb tres brigades manades per John W. Geary, Henry Prince i George S. Greene). Li donaven suport un cos d'artilleria i algunes unitats de cavalleria.
Els Federals formaven una línia sobre els turons que dominaven Cedar Run, amb la divisió de Williams a la dreta i la divisió d'Auger a l'esquerra. Una brigada es va mantenir en reserva.

### Exèrcit de la Confederació
El matí del 9 d'agost, el Cos d'exèrcit que comandava el tinent general Jackson van travessar el riu Ràpid en direcció a comtat de Culpeper. Sota el seu comandament estaven la  Divisió Ewell  del general de divisió Richard S. Ewell, seguida per la divisió del del brigadier general Charles S. Winder, i la divisió d'A.P.Hill just al darrere. A l'avantguarda de la divisió d'Ewell s'hi trobava la divisió de Jubal A. Early. La divisió de Winder es posicionà a l'esquerra de la d'Early, essent la brigada de William B. Taliaferro la més propera a Early. Les tropes del coronel T.S. Garnett ocupaven l'extrem de la part esquerra de la formació. La divisió d'artilleria de Winder omplí una bretxa en el camí, emmig de les dues divisions. La "brigada Stonewall", comandada per Charles A. Ronald, fou portada per donar suport al darrere dels canons. I per acabar, la divisió de Hill rebé ordres de mantenir-se en reserva a la part esquerra de la formació confederada.
Poc abans del migdia, la brigada de Early, que encapçalava la marxa, va observar la cavalleria i l'artilleria de la Unió sobre els pujols que dominen Cedar Run. Early va desplegar la seva artilleria i es va iniciar un duel artiller mentre la seva infanteria formava una línia a l'est de la carretera.

## Batalla

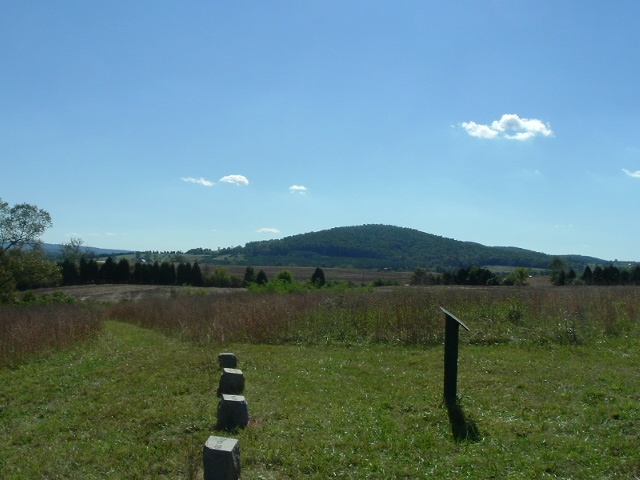
El camp de batalla de Cedar Mountain, al fons, la muntanya que va donar nom a la batalla.

### Atac de la Unió
Poc abans de les 17:00 hores, quan l'intercanvi d'artilleria començava a decaure, Winder caigué mortalment ferit per un fragment de projectil, i fou substituït en el comandament de la divisió per W.B. Taliaferro. El desplegament confederat encara no havia finalitzat, i al centre de la línia hi havia un perillós buit. En aquest moment, es produí l'atac de la Unió. Dues de les tres brigades de la divisió d'Auger, manades pels generals de brigada Geary i Price, atacaren el flanc dret confederat, defensat per Early. L'atac va ser ràpid, i va amenaçar de trencar les defenses confederades, però la presència del mateix Early amb els defensors i el bombardeig artiller de flanc sobre els atacants va aturar l'avanç.
Al flanc esquerre confederat, la brigada del general de brigada Crawford va fer un decidit atac sobre les tropes de la divisió de Winder. L'atac, recolzat en el flanc dret per la brigada del general de brigada George H. Gordon, que avançava a través d'un bosc, feu fugir els confederats. Aprofitant la ruptura, la brigada de Crawford continuà el seu avanç, enrotllant el centre confederat i posant en fuga l'artilleria i amenaçant de flanc a la brigades de AG Taliaferro i a la d'Early.

### Contraatac confederat
En aquest moment crucial, Jackson es dirigeix cap als seus homes en retirada per animar-los, alhora que insta a la famosa brigada Stonewall perquè freni l'avanç unionista. Es produeix llavors un fet curiós: a l'intentar treure la seva espasa per animar les seves tropes, aquesta s'encalla a la funda, de manera que Jackson aixeca espasa i funda sense immutar i continua encoratjant els seus homes.
La brigada Stonewall llança llavors un ferotge contraatac sobre les tropes unionistes més avançades, fent-les retrocedir, i aconseguint estabilitzar el front fins a l'arribada de la divisió de APHill. Jackson ordena llavors a A.P. Hill i a Ewell atacar, cedint primer l'ala dreta de la Unió i després l'esquerra.

### Persecució confederada
Banks envià llavors la brigada de reserva, manada per Greene, a aturar l'avanç confederat, però cap a les 19 hores l'exèrcit de la Unió estava en total retirada. Fins i tot un últim intent de dos esquadrons de cavalleria unionistes per frenar l'atac es va resoldre amb greus pèrdues. L'empenta confederada va ser tal, que una unitat de cavalleria va estar a punt de capturar Banks i Pope en les seves casernes generals. La persecució va continuar fins a les 22 hores aproximadament, i es va suspendre en ser informat Jackson per uns presoners de l'avanç de Sigel per reforçar Banks.

## Conseqüències
Durant dos dies Jackson va mantenir el seu emplaçament al sud de Cedar Run al vessant de la muntanya, esperant que els federals ataquessin. Quan el 12 d'agost va rebre la notícia que tot l'exèrcit de Pope estava arribant a Culpeper, va decidir retirar-se a Gordonsville a una posició ben preparada després del riu Rapid.
Jackson esperava trobar en aquesta campanya un oponent igual de prudent que en la campanya de la Vall de Shenandoah, i per això va ser sorprès i va estar a punt de ser derrotat. Gràcies a la bona actuació dels comandaments confederats i a l'oportuna arribada de les tropes de la divisió de Hill, es va poder aconseguir la victòria.
Per la seva banda Banks, després d'haver estat derrotat completament a la Vall per Jackson, estava desitjós d'una revenja. En lloc de romandre a la defensiva recolzant-se en els avantatges del terreny i esperar l'arribada de reforços, va decidir prendre la iniciativa, atacant abans que totes les tropes confederades estiguessin desplegades, malgrat el seu desavantatge en forces de 2 a 1. L'audaç acció va estar a punt de proporcionar-li la victòria, però al final va ser de nou derrotat pel seu vell enemic.
Amb Jackson lliure per la zona, causant estralls a les forces de la Unió, el general en cap Henry W. Halleck es tornà temorós i va suspendre l'avanç de Pope sobre Gordonsville, donant-li d'aquesta manera la iniciativa de la campanya a Lee.